# Asbestopluma infundibulum
Asbestopluma infundibulum är en svampdjursart som först beskrevs av Levinsen 1887.  Asbestopluma infundibulum ingår i släktet Asbestopluma och familjen Cladorhizidae. Utöver nominatformen finns också underarten A. i. orientalis.